# Рікардо Кішна
Рікардо Кішна (нід. Ricardo Kishna, нар. 4 січня 1995, Гаага, Нідерланди) — нідерландський футболіст, півзахисник, нападник клубу «АДО Ден Гаг», де перебуває в оренді з італійського «Лаціо».
Грав за молодіжну збірну Нідерландів.

## Клубна кар'єра
У дорослому футболі дебютував 2013 року виступами за команду клубу «Аякс», в академії якого проходив підготовку. Влітку 2015 року приєднався до італійського «Лаціо», який спалтив за гравця 4 мільйони євро.
Не ставши гравцем основної команди римського клубу, 2017 року був відданий в оренду спочатку до французького «Лілля», а згодом на батьківщину до «АДО Ден Гаг».

## Виступи за збірну
З 2014 року залучався до складу молодіжної збірної Нідерландів.